# CSスファクシアン
CSスファクシアン（フランス語: Club Sportif Sfaxien, アラビア語: النادي الرياضي الصفاقسي）は、チュニジアの東部、スファックス県の県都スファックスに本拠を置くサッカークラブである。

## 歴史
クラブは1928年にクラブ・チュニジアン (Club Tunisien) として創設された。当時のユニフォームは緑と赤のストライプだった。1947年にチュニジア1部リーグに初昇格。1962年にCSスファクシアンに改称され、ユニフォームも現在の白と黒のストライプに変わった。
1998年、CAFカップ決勝でセネガルのASCジャンヌダルクを破って優勝。2006年のCAFチャンピオンズリーグ決勝ではエジプトのアル・アハリに2-1で敗れた。

## タイトル

### 国内タイトル
- リーグ：8回

1969、1971、1978、1981、1983、1995、2005、2013
- カップ：6回

1971、1995、2004、2009, 2019, 2021
- リーグカップ：1回

2003

### 国際タイトル
- CAFカップ/CAFコンフェデレーションズカップ：4回

1998、2007、2008、2013
- アラブ・チャンピオンズリーグ：2回

2000、2004

## 歴代監督
- エックハルト・クラウツン 1997, 1997-1999
- ミシェル・デカステル 2004-2006, 2007-2008
- ラインハルト・シュトゥンプ 2011
- ルート・クロル 2012-2013
- ハマディ・ダウ 2013-2014
- フィリップ・トルシエ 2014
- ガージ・グラーイリ 2014-

## 歴代所属選手
- ハマディ・アグレビ
- モクタル・ドゥイエブ
- モハメド・アリ・アキド 1967-1978
- スカデル・スアヤー 1992-2001
- アモル・ベン・タハル 1995-1999
- アニス・ブジェルベヌ 1993-2000, 2001-2002
- サミ・トラベルシ 1993-2000, 2001-2002
- ハーテム・トラベルスィー 1997-2001
- パパ・マリク・バ 1997-2005
- テネマ・エンディアエ 2000-2003
- アブデルカリム・ナフティ 2002-2007, 2008-2009
- ハムザ・ユネス 2005-2011
- シャディ・ハムマミ 2006-2012
- ディディエ・イブラヒム・エンドング 2011-2015
- ハムディ・カスラウィ 2013-